# Orgellandschaft Oberpfalz

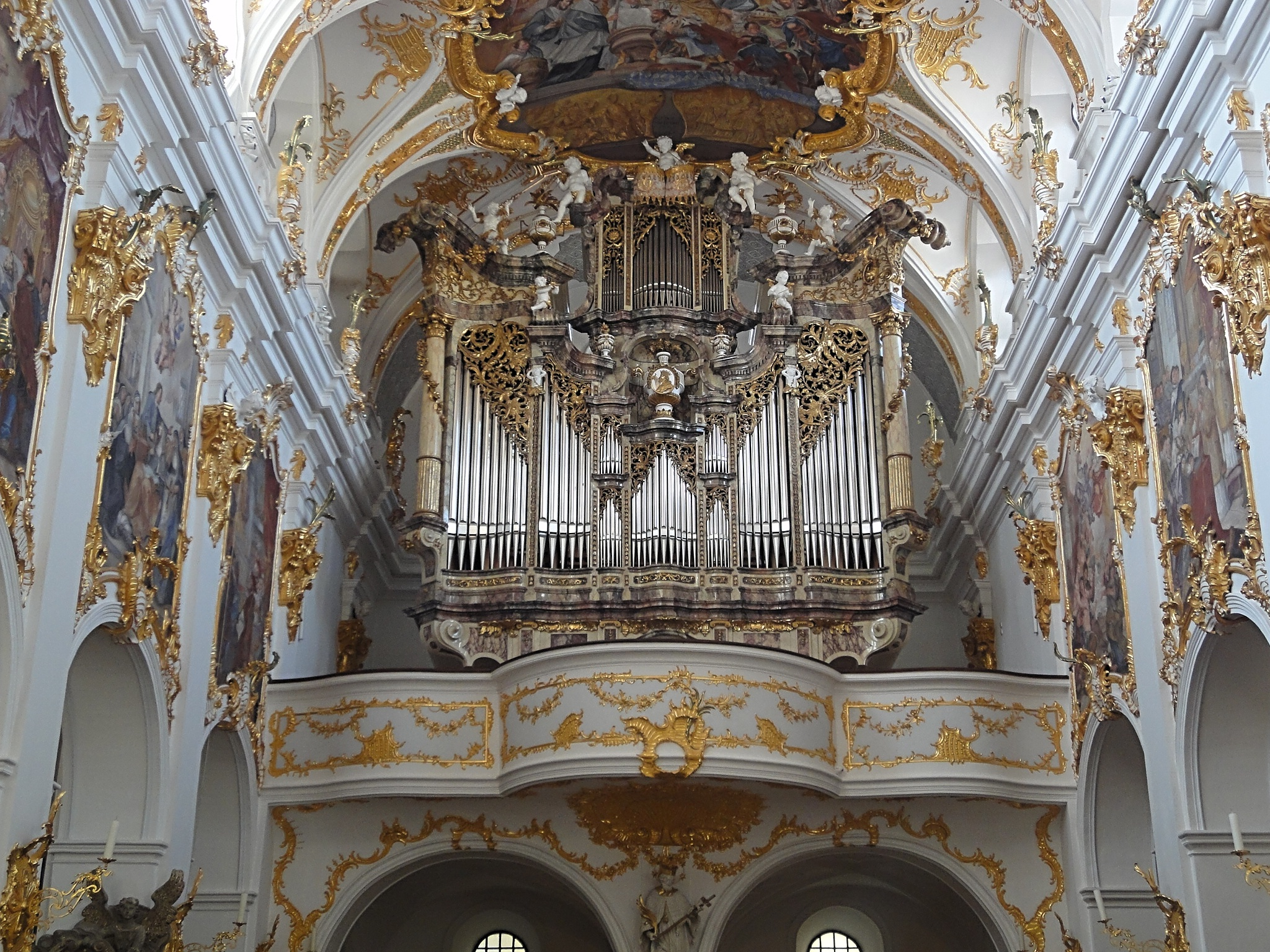
Alte Kapelle, Regensburg, Gehäuse von 1799

Die Orgellandschaft Oberpfalz umfasst den gewachsenen Orgelbestand im Gebiet des heutigen Regierungsbezirks Oberpfalz. Die Initiative zur Kultur der Orgel ging ab dem 11. Jahrhundert vorwiegend von den katholischen Klöstern aus. Daher wurden besonders in den Kloster- und Wallfahrtskirchen künstlerisch herausragende Orgeln gebaut, weniger aber in den ärmeren ländlichen Pfarrkirchen. Die Oberpfalz war relativ ausgeprägt abhängig von Einflüssen der angrenzenden Länder, sowohl durch die Tätigkeit auswärtiger Orgelbauer als auch durch Einwanderung von Orgelbauern aus umgebenden Landstrichen.

## Geschichte des Orgelbaus

### Bis zur Spätgotik

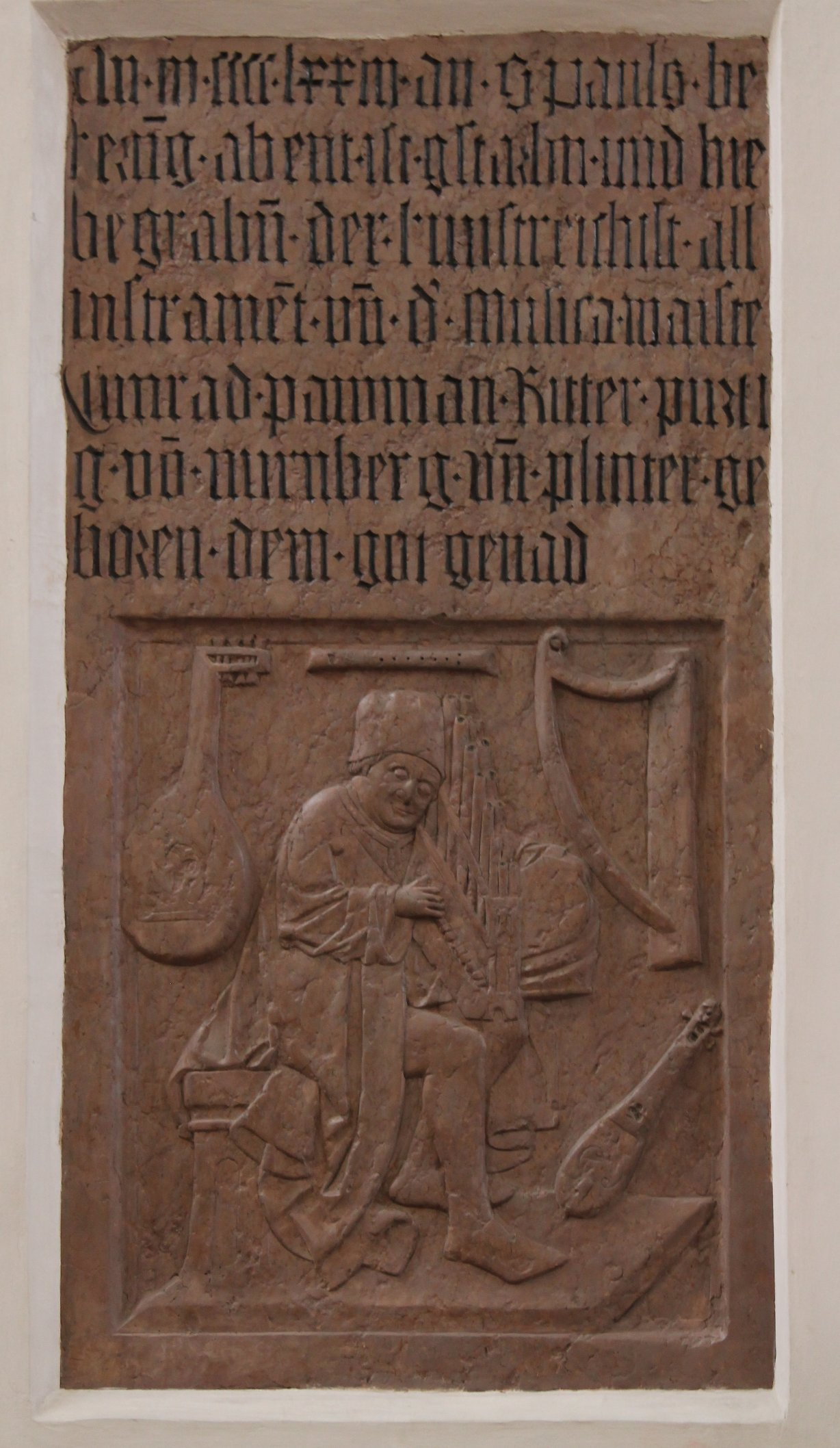
Paumanns Epitaph in der Münchner Frauenkirche

Ausgangspunkt der Entwicklung ist die ehemalige römische Stadt Regensburg, welche seit 739 Bischofssitz und 843 Hauptstadt des Ostfrankenreichs war. Dort sammelten bereits im 11. Jahrhundert Mönche des Benediktinerklosters St. Emmeram Traktate zum Orgelbau und realisierten die Pläne in der Klosterkirche vor 1166. Die Belehnung 1180 des Pfalzgrafen Otto I. mit dem Herzogtum Bayern, die Verleihung 1245 der Reichsfreiheit an die Stadt Regensburg und 1329 die Teilung des Herzogtum Bayern in Bayern und Pfalz beeinflussten maßgeblich die Entwicklung der Orgelkultur. Eine Urkunde aus dem Jahr 1276 belegt, dass wahrscheinlich ein Orgelmeister Rudiger unter Leo Thundorfer eine Orgel im Dom gespielt hat.
Ein Orgelkonzert, das in die Musikgeschichte Regensburgs einging, fand 1471 im Schottenkloster St. Jakob statt. Wahrscheinlich handelte es sich dabei um den blinden Conrad Paumann, einen der berühmtesten Musiker seiner Zeit in Deutschland. Im selben Jahrhundert wurden mehrere neue Orgeln gebaut: in Reichenbach 1394 (Bruder Engelhardt), in Michelfeld 1429, in Regensburg 1444 bei den Augustinern und um 1470 in St. Emmeram; 1480 in Weiden St.  Michael. Auch das Kloster Prüfening stand der neuen musikalischen Entwicklung nicht nach: Der Landsberger Konrad Daz verfertigte 1485 ein Orgelwerk.
In der kurfürstlichen Residenzstadt Amberg verfertigte Friedrich Kress 1476 ein Orgelwerk für die gerade fertiggestellte Kirche St. Martin.
Man kann davon ausgehen, dass Ende des 15. Jahrhunderts in Regensburg wie in anderen Städten Süddeutschlands „fast alle Gotteshäuser, insbesondere die Kathedral- und Kollegiatkirchen mit melodischen Orgelwerken gezieret“ waren.

### Renaissance und Frühbarock

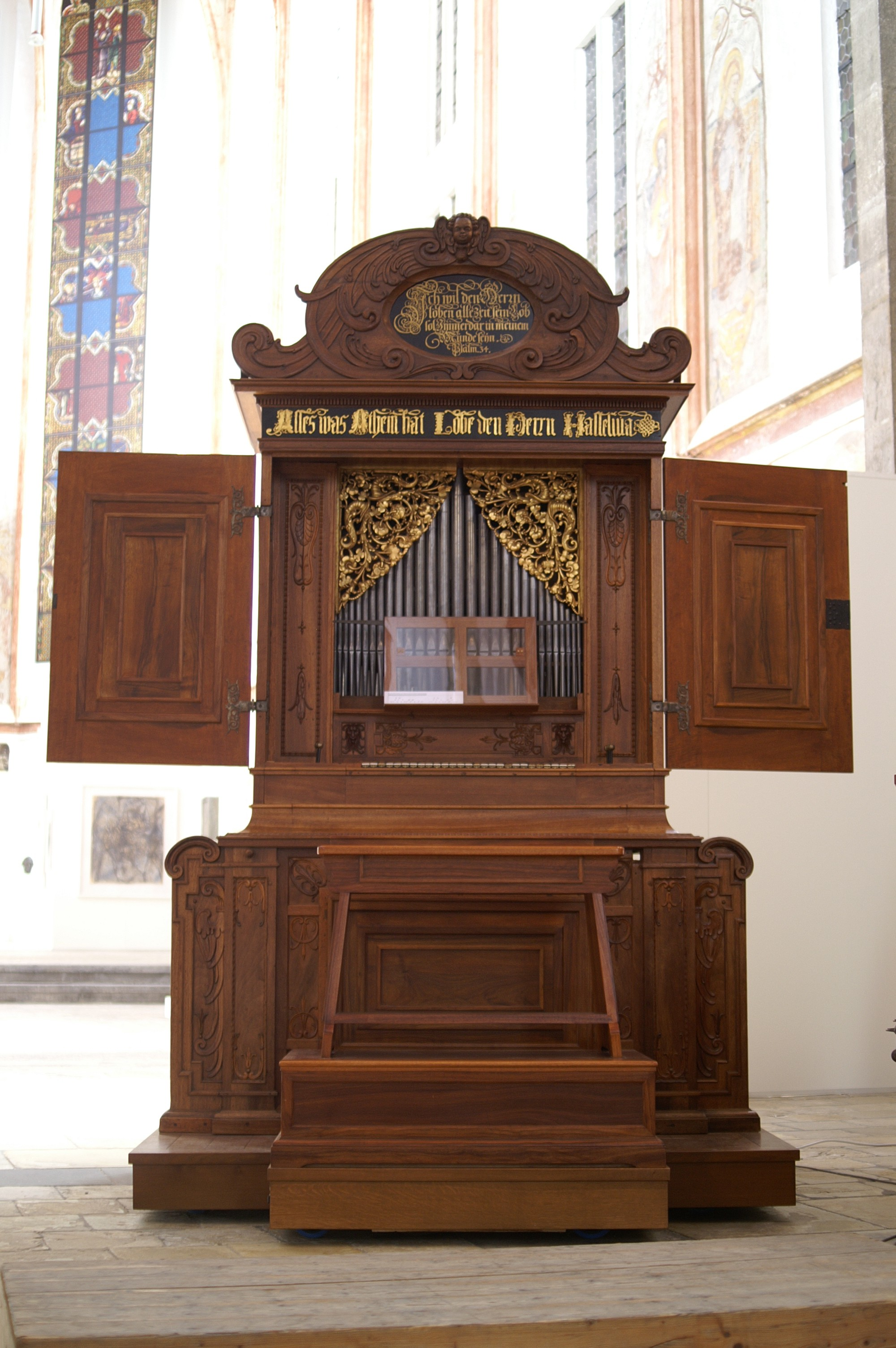
Cuntz-Positiv (1627)

Zu Beginn des 16. Jahrhunderts sind besondere Orgelneubauten zu vermerken: 1520 baute der „weiße Mönch“ Thomas Altenberger in der „Kirche Zur schönen Maria“ ein helles und kräftiges Blockwerk, aufgebaut aus Oktaven und Quinten, mit einem Regal und einem klanglich gleichwertigen Pedal. 1538 erhielt der Hirschauer Orgelbauer Friedrich Pfannmüller den Auftrag, die Orgel der Stiftskirche St. Johannes in Regensburg zu reparieren und zu erweitern. Von 1543 bis 1549 baute er eine neue Orgel für St. Martin in Amberg.
Die Orgelgeschichte Regensburgs in der zweiten Jahrhunderthälfte ist geprägt von dem in Schneeberg geborenen Künstler Kaspar Sturm, welcher 1565 als Organist der Neupfarrkirche genannt wird. Von ihm stammte auch ein heute gut dokumentiertes Instrument aus dem Jahr 1584 in der Alten Kapelle. Seine Werkstatt galt zum Ende des 16. Jahrhunderts als eine der einflussreichsten in Süddeutschland.
Als älteste erhaltene Orgel der Oberpfalz gilt ein Positiv des in Nürnberg tätigen Passauers Stephan Cuntz aus dem Jahr 1627, welches heute in der Minoritenkirche steht.

### Barock und Rokoko

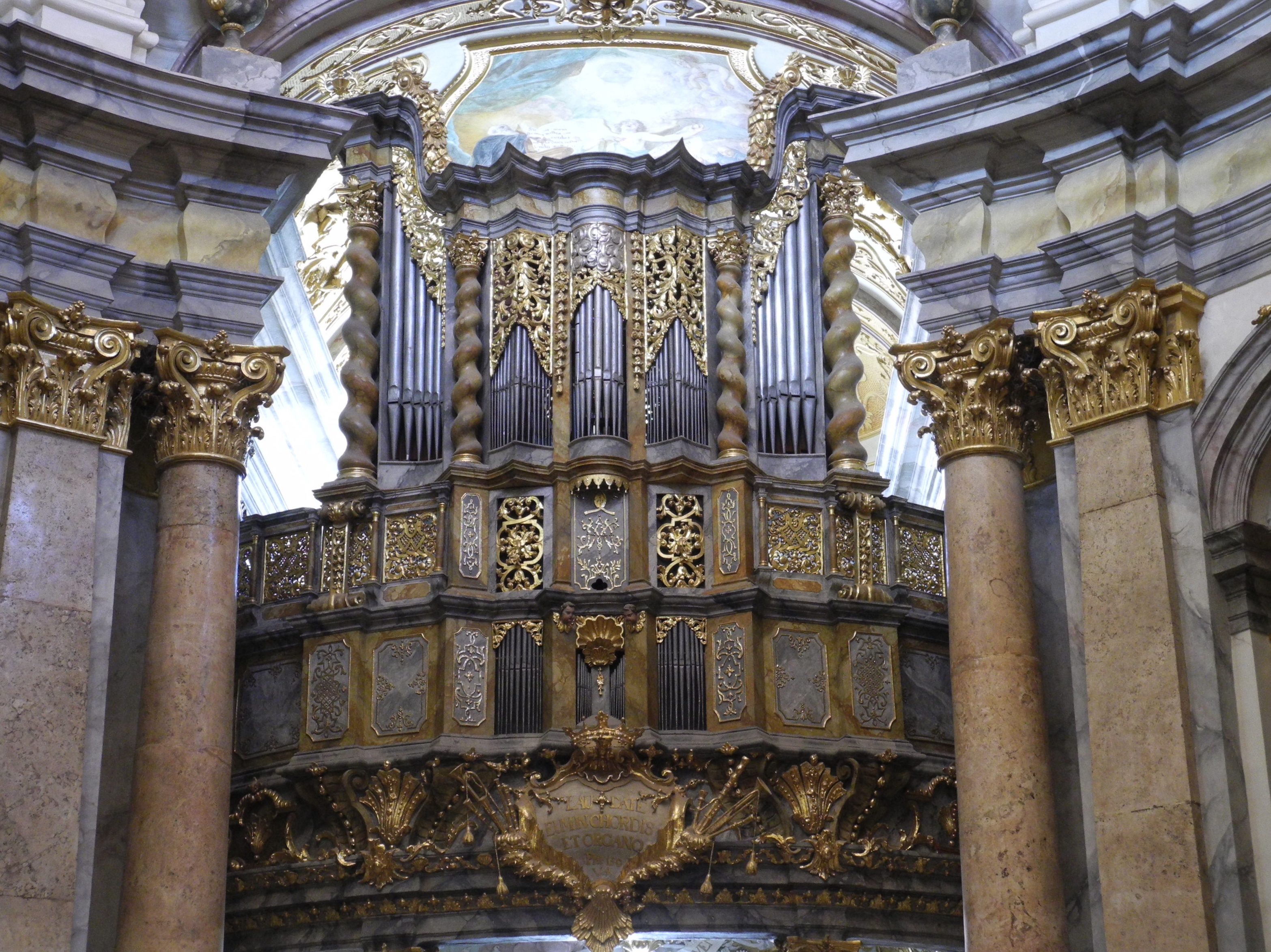
Weltenburg (1728)

Nachdem 1628 die Oberpfalz nach dem verheerenden Dreißigjährigen Krieg wieder an das Herzogtum Bayern zurückgefallen war und die Rekatholisierung Erfolge gezeigt hatte, kam der brachliegende Orgelbau in der Oberpfalz wieder in Schwung. Johann Conrad Vogel ließ sich 1689 nach Erwerb der Orgelbauerkonzession in Amberg nieder und verteidigte verbissen sein kurfürstliches Monopol-Edikt. Werke von ihm können z. B. in Amberg, Vilseck und Ebnath nachgewiesen werden. Nach dem Tode Vogels erhielt Johann Baptist Funtsch das kurfürstliche Patent. Er baute in rascher Folge Instrumente im engeren und weiteren Umfeld von Amberg. Von seinem Schaffen sind nur noch die Gehäuse beispielsweise in Gerolzhofen, in der Wallfahrtskirche Maria Hilf (Amberg) oder Lauterhofen-Trautmannshofen erhalten. Von seinem Sohn Johann Konrad haben hingegen viele Prospekte und einige Instrumente die Zeiten überdauert, darunter das zweimanualige Werk in der Wallfahrtskirche Habsberg. Der Betrieb wurde in Familiennachfolge bis 1796 geführt und dann an Wilhelm Hepp übergeben. Dessen besterhaltene, 2017 restaurierte Orgel steht in Herz Jesu (Velburg).
In den beiden damaligen Benediktinerabteien St. Emmeram und Prüfening entstanden Orgeln mit monumentalen Gehäusen von Christoph Egedacher. In Stadtamhof ließ sich 1715 der aus dem Fränkischen kommende Philipp Franz Schleich nieder. Als er mit nur 38 Jahren verstarb, erhielt sich seine Werkstatt auf eine zeitübliche Weise: Seine Witwe heiratete den Orgelbauer Johann Konrad Brandenstein. Dieser schuf zahlreiche Instrumente in Niederbayern und in der Oberpfalz. Von seinem Wirken zeugen u. a. nur noch die Gehäuse in Bad Kötzting, Rohr oder Waldsassen, während die Orgel der Klosterkirche Weltenburg noch weitgehend im Originalzustand erhalten ist. Brandensteins Schwiegersohn Michael Herberger übernahm 1757 seine Werkstatt und führte sie weiter.
In der Reichsstadt Regensburg war die Familie Späth alteingesessen. Der Orgelbau in der Familie ist erstmals 1725 bekundet. Während Johann Jakob Späth vorwiegend mit Reparaturen und Umbauten in Erscheinung trat, wurde sein Sohn Franz Jakob Späth als Orgelbauer und vor allem als Klavierbauer berühmt. Das Instrument in der Oswaldkirche zeugt heute noch von seiner Kunst.
In Nabburg ließ sich 1750 Andreas Weiß, der Begründer einer Orgelbaufamilie mit drei folgenden Generationen, nieder. Er baute Instrumente vor allem in der mittleren und östlichen Oberpfalz. Von den frühklassischen Beispielen in Regensburg ist das erhaltene Gehäuse in der Alten Kapelle bemerkenswert, eines der sehr gut überkommenen Werke steht auf dem Eixlberg bei Pfreimd. Seine Nachkommen bauten und warteten Orgeln bis zum Jahr 1858. Danach erlosch die Orgelbautradition in Nabburg.

### 19. Jahrhundert

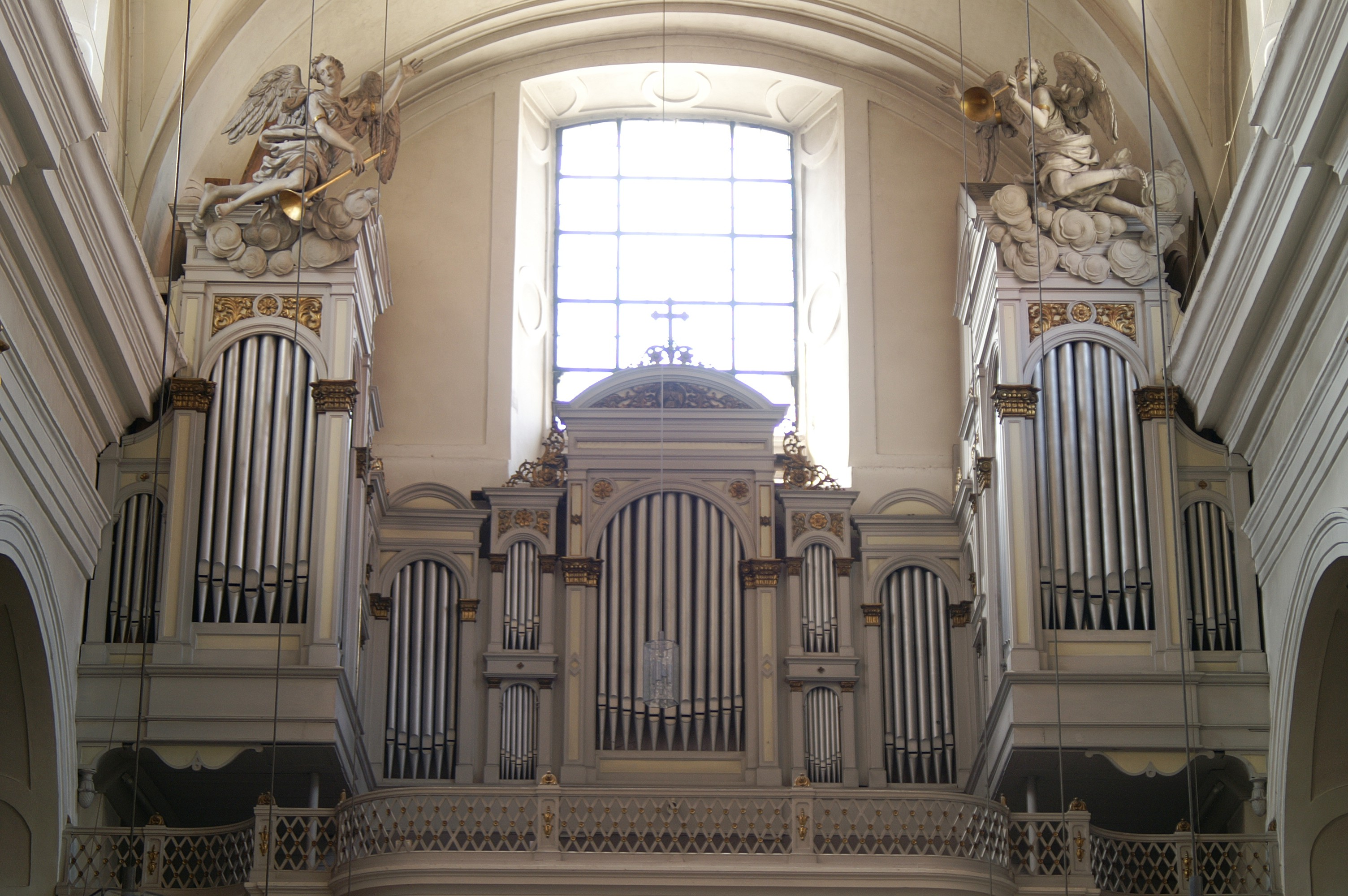
St. Josef, Regensburg (1925)

Am Anfang des 19. Jahrhunderts wurden durch die Säkularisation die Klöster verstaatlicht. Ein hoher Anteil der ehemaligen Klosterkirchen blieb jedoch durch Umwidmung bestehen. Vielfach wurden sie den Pfarreien zur Verfügung gestellt und stattdessen die kleineren, alten Pfarrkirchen aufgegeben. Vorhandene Chororgeln wurden verschenkt oder gar vernichtet. Der Orgelneubau kam zum Erliegen. Dieser Zeitraum gilt daher nicht gerade als eine Blütezeit im Orgelbau.
Dennoch ließen sich in Folge zwei hochqualifizierte Meister aus dem hohen Norden in Regensburg nieder. Johann Heinssen baute in der näheren und weiteren Umgebung meist einmanualige Orgeln mit wenigen Registern. Johann Anton Breil kam auf seiner Gesellenreise 1848 nach Regensburg. Er ließ sich nach dem Tode Heinssens 1849 nieder, erhielt 1853 das Bürgerrecht der Stadt und die damit verbundene Genehmigung zum Betrieb einer eigenen Werkstatt. Er schuf zahlreiche Orgeln im Regensburger und Oberpfälzer Raum.
Die Amberger Orgelbautradition wurde 1843 durch Friedrich Specht wiederbelebt. Er erwarb sich sowohl mit Neu- und Umbauten als auch mit Reparaturen einen soliden Wohlstand. Nach Spechts Tod 1865 war die Amberger Region fortan abhängig von den weiter weg liegenden Orgelbaufirmen.
Zu einem Großbetrieb entwickelte sich in der zweiten Hälfte des 19. Jahrhunderts der Orgelbaubetrieb von Ludwig Edenhofer aus Regen. Er baute vorwiegend in der Region ca. 210 Orgeln. Sein Sohn übernahm nach dessen Tod die Firma. Obwohl er versuchte, den Orgelbau zu industrialisieren, konnte er im Konkurrenzdruck mit der Firma Binder nicht bestehen. Binder schuf zusammen mit seinem Neffen Willibald Siemann ca. 525, teils auch größere Orgeln in Süddeutschland. Für die Oberpfalz war diese Epoche zwar das goldene Zeitalter des Orgelbaus, an vielen Orten bedeutete indes der Neubau einer Orgel mit der damals neuartigen Röhrenpneumatik die Vernichtung wertvoller Substanz aus den vergangenen Epochen.

### 20. Jahrhundert

#### Zweiter Weltkrieg

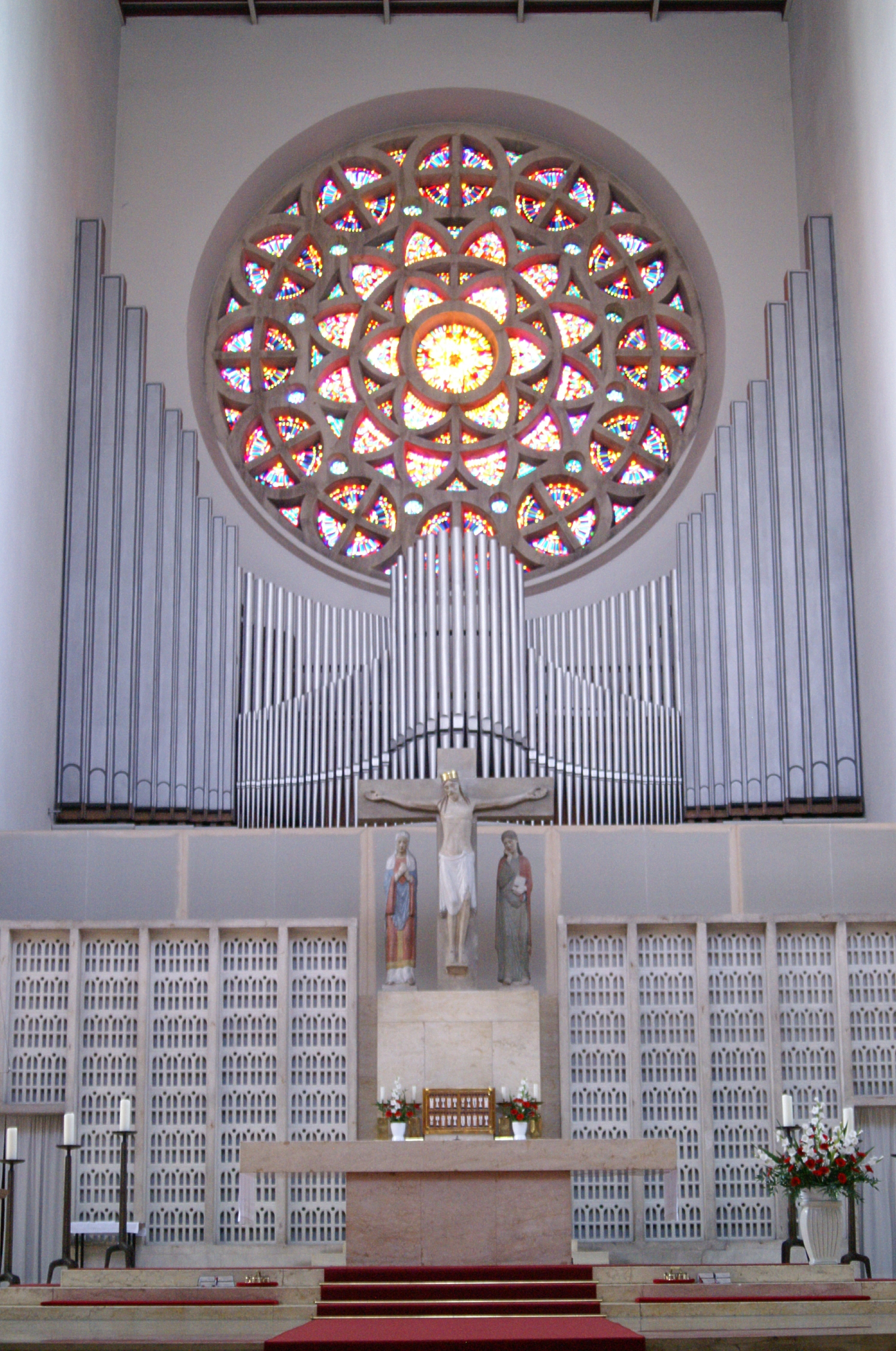
St. Wolfgang, Regensburg (1944)

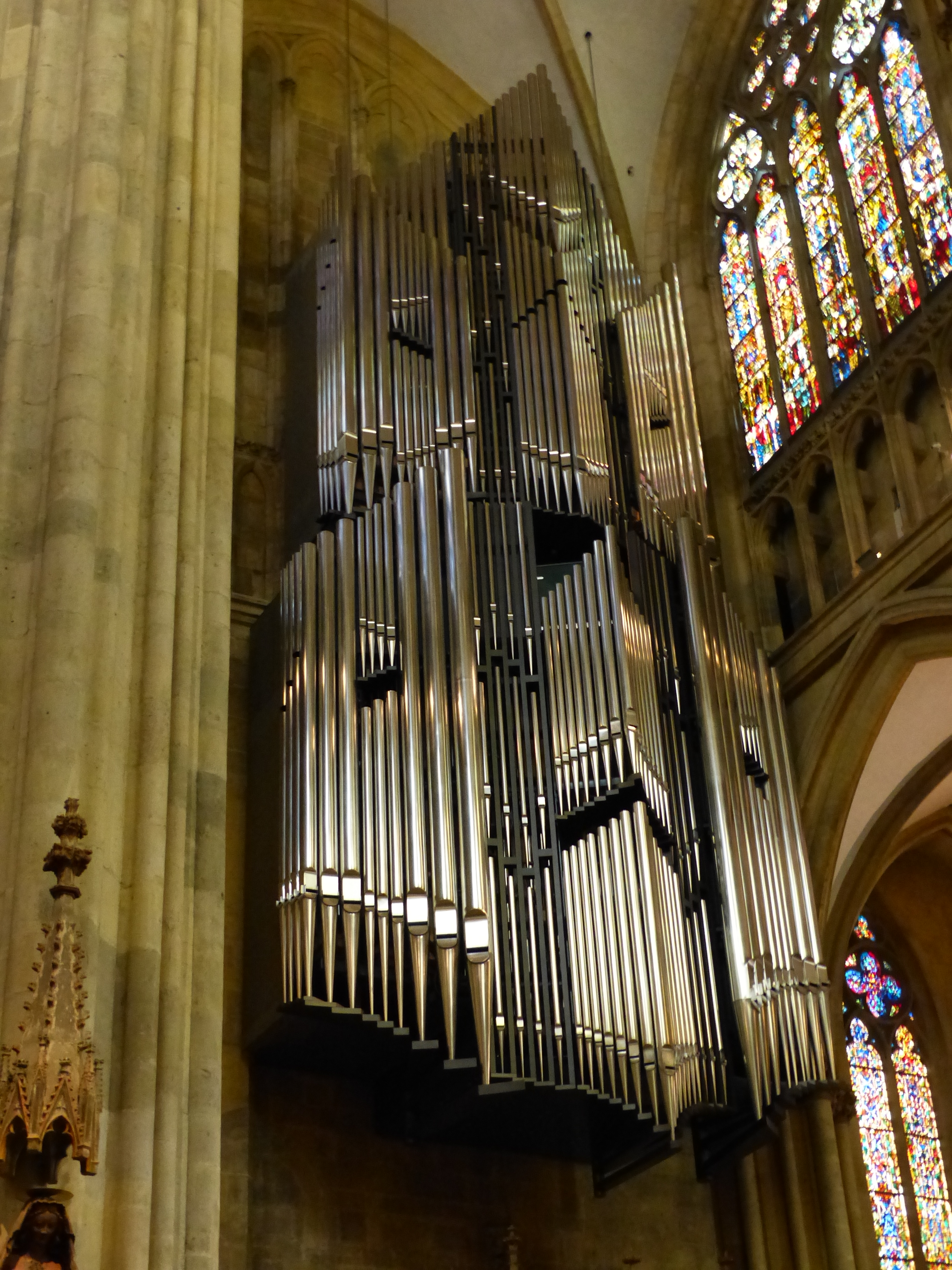
Regensburger Dom (2009)

Nach der „Machtergreifung“ der Nationalsozialisten wurden 1936 in Regensburg zwei repräsentative Orgelneubauten verwirklicht: die Siemann-Orgel der Herz-Jesu-Kirche und die Steinmeyer-Orgel der Minoritenkirche, welche lange Zeit ein Torso blieb. Vor Beendigung des Zweiten Weltkrieges konnte 1944 noch die Orgel der St.-Wolfgangs-Kirche aufgestellt werden.

#### Nachkriegszeit
Die Oberpfalz blieb bis auf einige stark zerstörte Städte von weitreichenden Kriegsschäden verschont. Dennoch erlosch die Tätigkeit der Firma Siemann mit der Bombardierung der Firmenzentrale in München. Diese Lücke füllte die Orgelbaufirma Hirnschrodt. Bereits 1925 gründete Eduard Hirnschrodt senior eine Orgelbaufirma, welche sein Sohn bis zu seinem Ruhestand 1975 betrieb. Diese Firma war lange Jahre der Siemann-Tradition mit pneumatischer Kegellade und einer eher grundtönigen Klangfärbung verpflichtet. Mit dem Bau der Orgel der St.-Matthäus-Kirche entstand 1955 in der Oberpfalz erstmals ein Instrument mit einer rein mechanischen Traktur und einer neobarocken Klangsprache. Der neobarocke Orgelbau hielt daraufhin zunehmend auch in der Oberpfalz Einzug. Die Firma Jann übernahm 1974 die Firma Hirnschrodt. Aus Platzgründen wurde nach 1980 die Werkstätte in das 25 Kilometer südlich von Regensburg gelegene niederbayerische Allkofen bei Laberweinting verlagert. August Hartmann schloss diese Lücke in Regensburg mit einem eigenen Betrieb bis zur Jahrtausendwende. In Donaustauf machte sich 1995 Johannes Schädler selbstständig. Bis zu seiner Betriebsaufgabe aus gesundheitlichen Gründen war er mit zahlreichen Neubauten in der Region vertreten. Als Restaurierungsbetrieb war in der Oberpfalz Johann Rickert ab 1973 mit einer Werkstatt in Regensburg vertreten.
Monumentale Orgelwerke entstanden 1959 in St. Emmeram (Hirnschrodt) und 1989 in der Stiftsbasilika Waldsassen (Georg Jann), richtungsweisende Instrumente 1986 in der Neupfarrkirche (Georg Jann), 1994 in Regensburg Reinhausen (Orgelbau Sandtner), 1996 in St. Anton (Thomas Jann).

### 21. Jahrhundert
Seit dem Jahr 2000 wurden bemerkenswerte Neubauten realisiert beispielsweise 2002 in Bad Kötzting (Ferdinand Salomon), 2006 in der Alten Kapelle (Mathis), 2007 in St. Wenzeslaus Schönsee (Orgelbau Sandtner) und in Weiden, St. Michael (Weimbs), 2009 im Dom (Rieger) und in der Hochschule für Katholische Kirchenmusik und Musikpädagogik Regensburg (Goll), 2011 in Roggenstein (Vohenstrauß) von Kristian Wegscheider und 2020 in der Dreieinigkeitskirche (Ahrend). Im Jahr 2022 gibt es im Oberpfälzer Raum einige kleinere Orgelbaufirmen wie Markus Bäumler in Rothenstadt bei Weiden (Kooperation mit Mühleisen) oder Orgelbau Rainer Kilbert in Hönighausen bei Regensburg.

## Dokumentation
- Das Standardwerk Historische Orgeln in der Oberpfalz von Eberhard Kraus gewährt seit 1990 Einblick in eine eher vernachlässigte Landschaft deutscher Orgelkultur.
- Die Gesellschaft für Bayerische Musikgeschichte hat eine Orgeldatenbank Bayern herausgegeben.[14] Die Version 5 von 2009 umfasst 42.000 Datensätze und rund 10.000 Dispositionen.